# Striga gastonii
Striga gastonii är en snyltrotsväxtart som beskrevs av A. Raynal-roques. Striga gastonii ingår i släktet Striga och familjen snyltrotsväxter. Inga underarter finns listade i Catalogue of Life.